# 伊河

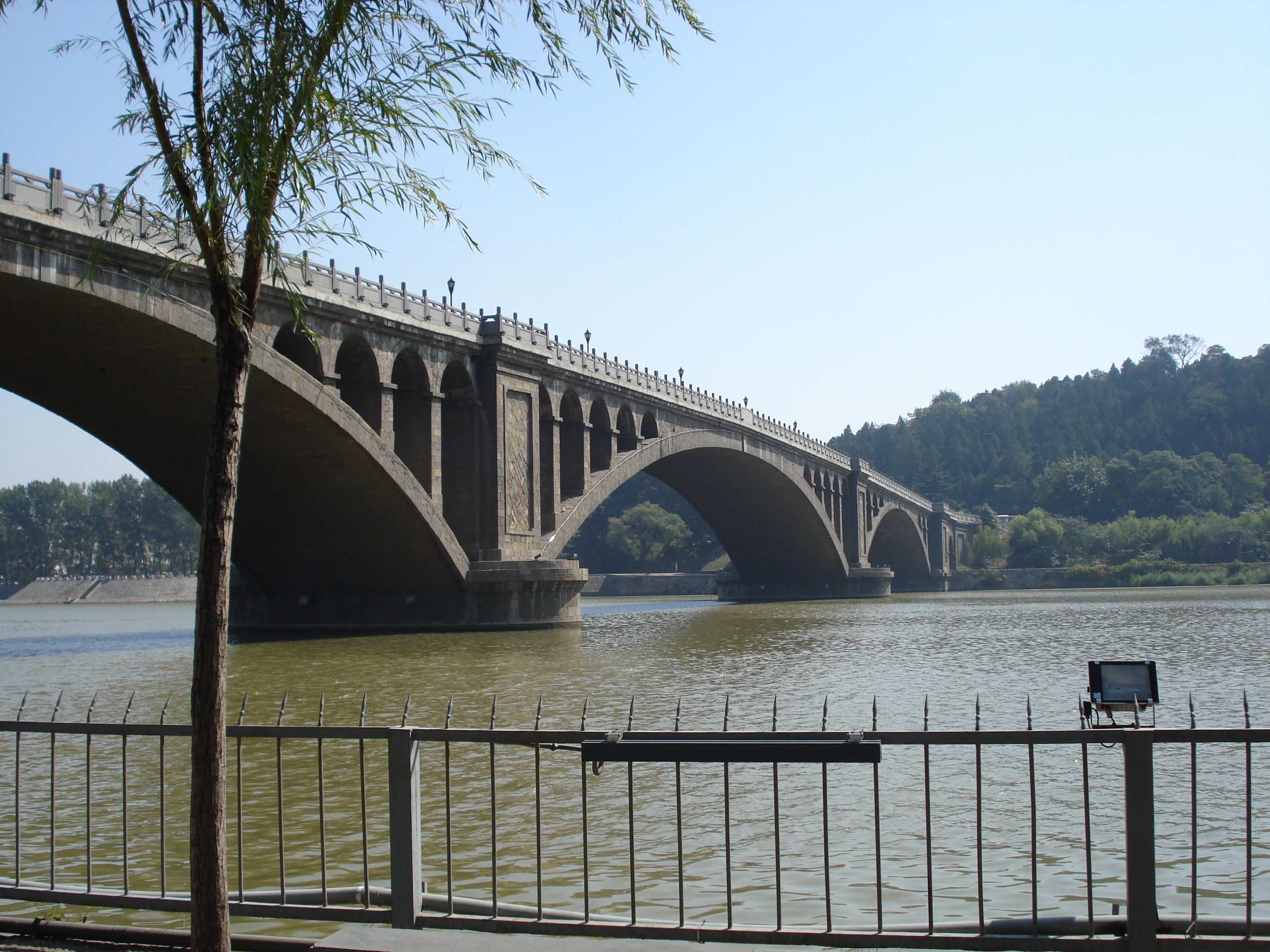
伊河和龙门大桥

伊河，是中国黄河南岸洛水支流之一，发源于河南省洛阳市栾川县陶湾镇，流经嵩县、伊川，穿伊阙而入洛阳，东北向流至偃师与洛水汇合成伊洛河。伊河全长368公里，流域面积6100多平方公里。

## 延伸阅读
[在维基数据编辑]
 《欽定古今圖書集成·方輿彙編·山川典·伊水部》，出自陈梦雷《古今圖書集成》